# بالا ألبيتور
بالا ألبيتور هي صالة مغطاة متعددة الاستخدامات تقع في مدينة تورينو، إيطاليا. بلغت تكلفة بناء الصالة حوالي 87 مليون يورو.